# Bénédicte Comblez
Bénédicte Comblez, née le 18 janvier 1973, est une haltérophile française.
Elle est médaillée de bronze aux Championnats du monde d'haltérophilie en 1996 à l'arraché, dans la catégorie des moins de 64 kg.
Aux Championnats d'Europe d'haltérophilie, elle remporte le titre au général en 1995, la médaille d'or à l'épaulé-jeté en 1995, la médaille d'argent à l'épaulé-jeté en 1994, la médaille d'argent à l'arraché en 1994, 1995 et 1996 et la médaille de bronze à l'arraché en 1996.